# Kulturnetz
Das Kulturnetz ist ein von dem britischen Wissenschaftler Gerry Johnson entwickeltes Modell (1988) und beschreibt Organisationskultur als Netzwerk interner Strukturen und Prozesse, welche die Selbstwahrnehmung einer Organisation kontinuierlich sowohl erzeugen als auch verstärken. Dem Modell ist die Herkunft von Edgar Scheins Kulturebenen-Modell anzumerken und die Kenntnis von Scheins Modell ist Voraussetzung zum Verständnis. Anders als Schein ordnet Johnson die Elemente neben- statt übereinander ab und fügt als kennzeichnendes Element eine Art Kernidee – das Paradigma – hinzu.
Er beschreibt die Unternehmenskultur als ein Netz von sieben überlappenden Themengebieten:

## Geschichten und Mythen
Geschichten und Mythen sind informelle Kontroll- und Steuermechanismen. Die Geschichten und Mythen, sind häufig nicht bewusst (oder werden verschwiegen), werden aber wenn man zuhört von Managern bei einem Bier nach einer Schulung zum Besten gegeben (Johnson, 1988). Hier werden die unternehmerischen „Helden“ und „Bösewichte“ gekennzeichnet und deren Verhalten exemplarisch dargestellt, was ist „gutes Verhalten“ was ist „schlecht“, wie soll man sich verhalten... Johnson führt als Beispiel eine Anekdote an, in der Bill Hewlett (Mitgründer von Hewlett-Packard) eines Abends aus einem der Lager einige Teile benötigte, aber die Tür verschlossen vorfand. Hewlett brach die Tür auf, entnahm die Teile und klebte einen Zettel an die Tür: „Verschließen Sie diese Tür nie, nie, nie wieder!“ Die Geschichte ist Teil der Unternehmenskultur von Hewlett-Packard, genau so wie die „Garagenstory“ von Apple (Jobs und Wozniak bauten ihren ersten Computer angeblich in einer Garage) und andere ähnliche Geschichten.

## Symbole
Die mehr und weniger offensichtlichen Symbole eines Unternehmens, angefangen beim Logo, über die Markierung und Reservierung der Parkplätze, Kleiderordnung (Krawatte oder nicht), wer hat einen Laptop, wer ein und welches Handy, bis hin zur Sitzordnung in der Kantine (gepolsterte/ungepolsterte Stühle).

## Machtstrukturen
Die offenen und versteckten Machtstrukturen innerhalb des Unternehmens. Wer darf was? Wer darf es sagen und wer nicht? Wo wird Meinung gemacht? Häufig findet sich bei Untersuchungen ein wirres Geflecht von Machtbeziehungen, Freundschafts- und Feindschaftsbeziehungen, Gruppenbildung (Gewerkschaftsmitglieder und Nichtmitglieder), Rang- und Hackordnungen und vieles anderes mehr.

## Organisatorische Strukturen
Auch hier legt Johnson Wert darauf hinzuweisen, dass nicht nur die offensichtlichen oder möglicherweise sogar schriftlich fixierten Organisationsstrukturen beschrieben werden müssen. Zusätzlich müssen auch die „informellen“ Strukturen (Freundschaften, Stammtische, Toilettenkonferenzen oder Saufgelage) mit beschrieben werden, um ein vollständiges Bild zu erzeugen.

## Kontrollsystem
Sowohl die offensichtlichen (Buchhaltung etc.) als auch die versteckten Kontrollmechanismen (Tratsch, Angst etc.), die in einer Unternehmung wirken müssen hier aufgeführt werden.

## Rituale und Routinen
Welche Rituale gibt es? Wie wird Erfolg belohnt? Wie wird Misserfolg verarbeitet? Wie, Wann und in welchem Stil finden Betriebsversammlungen statt? Schüttelt man sich die Hände zur Begrüßung (typisch im Osten Deutschlands) oder vermeidet man Körperkontakt (typisch für den Westen Deutschlands). Spricht man sich mit Nachnamen an, Vornamen, gemischt? Wird gelacht, gescherzt? Ironie? Zynismus? Zeichnet man den Angestellten des Monats aus? und viele, viele mehr.
Aus den genannten 6 Feldern bildet sich das unternehmerische Paradigma.

## Das Paradigma
Eine unausgesprochene, nicht begründete oder verifizierte, weitgehend von allen mitgetragene Meinung, was das Unternehmen ausmacht und warum es erfolgreich ist.
Johnsons Kulturnetz wird von Beratern in Human Resource und Culture Change verwendet, um die unsichtbaren Kräfte in einem Unternehmen zu erfassen. Viele dieser Faktoren sind für die Mitarbeiter eines Unternehmens völlig unsichtbar. Nur wenn man von außen in das Unternehmen wechselt (dort eine Arbeit aufnimmt), werden einige Eigenarten erkennbar (wir nehmen nur das wahr, was ungewohnt ist). Es ist daher fast unmöglich ein realistisches Kulturnetz ohne Hilfe von außen zu erstellen.
Der Begriff Paradigma geht auf Thomas Samuel Kuhn zurück und bedeutete in der Wissenschaftstheorie ursprünglich konkrete Problemlösungen, die die Fachwelt akzeptiert hat". Johnson verwendet den Begriff ähnlich, ersetzt aber Fachwelt mit innerhalb der Organisation. Johnson deutet damit auch die von Kuhn beschriebenen Phasen von "Normalwissenschaft" und "Wissenschaftliche Revolution" um in "Normales Geschäft" und "Geschäft im Umbruch". Er vertritt also Veränderungen der Kultur in revolutionären Umbrüchen, die im Parallelschluss auch zu veränderten Wahrnehmung der Welt (der oben beschriebenen Gestalt oder Weltanschauung) führen. Daraus lässt sich aber nicht schließen, dass Johnson geplante Kulturveränderung für unmöglich hält, wohl aber, dass Änderungen sehr fundamental sein müssen, um zum Ergebnis zu führen. Sicher ist auch, dass nach Johnson’s Vorstellungen das Ergebnis nicht vollständig vorhersehbar ist.